# Salesforce Tower (Sídney)
La Salesforce Tower es un rascacielos situado en el Circular Quay de Sídney (Nueva Gales del Sur, Australia). Diseñada por Foster + Partners, la torre tiene una altura de 263.1 metros, que la hacen el segundo edificio más alto de Sídney y el edificio de oficinas más alto de la ciudad.

## Historia
La Salesforce Tower fue construida en el marco de una remodelación de 5000 millones de dólares australianos de la zona de Circular Quay, junto con los nuevos edificios Quay Quarter Tower, One Circular Quay, 56 Pitt Street y 200 George Street, la estación terminal del metro ligero de Sídney y la renovación de los muelles de los ferries.
La torre fue promovida por Lendlease. Su construcción empezó a finales de 2019, y el núcleo de la torre fue coronado en febrero de 2022. Abrió oficialmente al público en noviembre de 2022.
La empresa de software Salesforce compró los derechos de denominación de la torre a finales de 2019 y actualmente ocupa veinticuatro plantas del edificio.